# Exitianus natalensis
Exitianus natalensis är en insektsart som beskrevs av Ross 1968. Exitianus natalensis ingår i släktet Exitianus och familjen dvärgstritar. Inga underarter finns listade i Catalogue of Life.